# Neptú fred
Un neptú fred és un tipus de planeta amb una massa que va des d'unes deu masses de la Terra (una superterra) a menys de la massa de Saturn. Els neptuns freds haurien de situar-se més enllà de la línia de neu, on les temperatures són més fresques i és més fàcil per als compostos de l'hidrogen com l'aigua, amoníac i metà condensar-se en grans de gel sòlid.
Els quatre únics neptunos freds coneguts són Urà i Neptú en el nostre Sistema Solar i els exoplanetes OGLE-2005-BLG-169Lb i OGLE-2007-BLG-368Lb Tots dos d'aquests exoplanetes van ser detectats per microlents gravitacionals en òrbita al voltant de foscos estels vermell-ataronjades.